# Carlo Liberati
Carlo Liberati (Matelica, 6 de novembro de 1937) é um arcebispo católico italiano, prelado emérito de Pompeia desde 10 de novembro de 2012.
Ele nasceu em Matelica, na província de Macerata e diocese de Fabriano-Matelica, em 6 de novembro de 1937.

## Formação e ministério sacerdotal
Em 1950, depois de frequentar a escola primária em Matelica, entra no seminário diocesano de Fabriano-Matelica, onde permanecerá até terminar os estudos secundários. Continuou os estudos no Pontifício Seminário Regional de Fano, para obter o bacharelado em teologia em junho de 1962.
Em 12 de julho de 1962 foi ordenado sacerdote na catedral de Matelica pelo bispo Macario Tinti.
Após a ordenação, torna-se vigário cooperador da catedral e exerce também as funções de professor de literatura do seminário, assistente da Ação Juvenil Católica (GIAC) e redator do semanário diocesano l'Azione. Prosseguiu os estudos, matriculando-se no curso de teologia pastoral de dois anos na Pontifícia Universidade Lateranense, graduando-se em 1969. Seis anos depois, em 1975, na mesma universidade, formou-se em direito canônico com nota máxima; durante os estudos foi chamado para a chancelaria do Tribunal da Rota Romana. Ele ensina religião no Liceo Tasso em Roma. Frequentou os cursos da Pontifícia Academia Eclesiástica ao longo do ano de 1972.
A partir de 1º de janeiro de 1980 é chamado a fazer parte da Congregação para as Causas dos Santos como auxiliar de estudos e ali passa por todo o processo de serviço eclesial. Durante cerca de vinte e dois anos, exerceu as funções de conferencista no Studium, notário de Congressos, redator das Folhas de Audiência dos decretos sobre as virtudes e a conclusão das causas de beatificação e canonização naquele dicastério da Cúria Romana. Em 1990 deu uma contribuição decisiva para a consolidação, restauração e renovação da igreja de San Salvatore em Lauro. Está empenhada em garantir um ritmo mais adequado e rápido às obras de manutenção dos edifícios que albergam os dicastérios pontifícios.
Em 20 de janeiro de 2001, o Papa João Paulo II o nomeou delegado da seção ordinária da Administração do patrimônio da Sé Apostólica; sucede Alfonso Badini Confalonieri, anteriormente nomeado bispo de Susa.

## Ministério episcopal
Em 5 de novembro de 2003, o Papa João Paulo II o nomeou prelado bispo de Pompéia e delegado pontifício para o santuário da Santíssima Virgem do Rosário de Pompéia; sucede Domenico Sorrentino, anteriormente nomeado secretário da Congregação para o Culto Divino e a Disciplina dos Sacramentos. Em 10 de janeiro de 2004, recebeu a ordenação episcopal na Basílica de São Pedro, no Vaticano, do cardeal Angelo Sodano, dos co-consagradores arcebispo Domenico Sorrentino e do bispo Giancarlo Vecerrica. No dia 24 de janeiro seguinte tomou posse da prelatura.
Em 7 de julho de 2007, o Papa Bento XVI o elevou à dignidade de arcebispo.
Em 19 de outubro de 2008, ele deu as boas-vindas ao Papa Bento XVI em uma visita ao santuário da Santíssima Virgem do Rosário em Pompéia.
Em 10 de novembro de 2012, 4 dias após seu 75º aniversário, o Papa Bento XVI aceitou sua renúncia por ter atingido o limite de idade; ele é sucedido por Tommaso Caputo, até então núncio apostólico em Malta e na Líbia.
Em uma entrevista, ele declara que os migrantes muçulmanos devem ser considerados incompatíveis com a Europa cristã, que corre o risco de desaparecer por se mostrar próxima às políticas do então ministro do Interior, Matteo Salvini. Ele, portanto, exorta os cristãos a se rebelarem contra essa "invasão", não sendo escravos do Islã.